# Chiriquí Grande
Chiriquí Grande est une localité située dans la province de Bocas del Toro, au Panama.